# Alopecurus gerardii
Alopecurus gerardii är en gräsart som först beskrevs av Carlo Allioni, och fick sitt nu gällande namn av Dominique Villars. Alopecurus gerardii ingår i släktet kavlen, och familjen gräs. Utöver nominatformen finns också underarten A. g. cassius.